# Ищёрское сельское поселение
Ищёрское се́льское поселе́ние — муниципальное образование в Наурском районе Чечни (Россия).
Административный центр — станица Ищёрская.

## История
На 1 января 1990 года Ищёрский сельсовет Наурского района Чечено-Ингушской АССР включал станицу Ищёрскую, село Дальнее, хутор Кречетово и пикеты 339 и 364.
Статус и границы сельского поселения установлены Законом Чеченской Республики от 14 июля 2008 года № 47-РЗ «Об образовании муниципального образования Наурский район и муниципальных образований, входящих в его состав, установлении их границ и наделении их соответствующим статусом муниципального района и сельского поселения».

## Население
| 2010  | 2012  | 2013  | 2014  | 2015  | 2016  | 2017  |
| ----- | ----- | ----- | ----- | ----- | ----- | ----- |
| 5088  | ↗5148 | ↗5184 | ↗5220 | ↗5257 | ↗5318 | ↘5303 |
| 2018  | 2019  | 2020  | 2021  | 2023  | 2024  |       |
| ↘5237 | ↘5186 | ↘5156 | ↘5032 | ↗5083 | ↗5126 |       |

## Состав сельского поселения
| № | Населённый пункт | Тип населённого пункта          | Население |
| - | ---------------- | ------------------------------- | --------- |
| 1 | Дальнее          | село                            | ↘182      |
| 2 | Ищёрская         | станица, административный центр | ↘4764     |
| 3 | Кречетово        | хутор                           | ↘98       |